# Стороженко (дворянский род)
Стороженки — малороссийский дворянский род. 
Род внесён в родословные книги Екатеринославской, Курской, Полтавской и Черниговской губерний. Материалы по истории рода за несколько веков опубликованы в Киеве в 7 частях под названием «Стороженки. Фамильный архив».

## Происхождение и история рода
Род дворян Стороженко коренной малороссийский. Старший полковник войск запорожских Андрей Стороженко подписывался "древний дворянин Малыя Руси" (1610-1620). 
Дворянский род происходит от Ивана Стороженко, который, в гетманство Богдана Хмельницкого был тульчинским сотником (1647-1649), после Андрусовского мира переселился с правой (польской) на левую (русскую) сторону Днепра (1660), сотник иченский (1670), служил полковником прилуцким (с 1670). Женат на дочери гетмана Малороссии Богдана-Зиновия Хмельницкого. По указу царей Ивана V и Петра I Алексеевичей, за долговременную и отличную службу награждён селом Ржавец (29 июня 1690). Его сын Андрей Иванович, сотник иченский (1709) награждён с. Томашевское в Нежинском уезде и Ступачевским в Прилуцком уезде (1712).
Стороженко владели имениями в Полтавской губернии и майоратными имениями в Келецкой губернии.

## Известные представители
- Стороженко Григорий Андреевич — сотник иченский (1715), бунчуковый товарищ, член правления Малороссии, находился в Москве в составе комиссии составления законов (1735-1736), уволен от службы (1741).
- Стороженко Михаил Григорьевич (г/р 1788) — крестник фельдмаршала, графа П.А. Румянцова-Задунайского.

- Стороженко, Андрей Яковлевич (1791—1858) — российский государственный деятель и публицист, сенатор (1842-1850), член совета и главный директор правительственной комиссии внутренних и духовных дел Царства Польского.
- Стороженко Николай Михайлович (г/р 1820) — действительный статский советник, черниговский губернский предводитель дворянства, женат на  Марии Андреевне Милорадович († 1851), его мать Феодосия Семёновна Полуботок, была одной из двух последних потомков Павла Леонтьевича Полуботка († 1725), вследствие чего Николай Михайлович владел Полуботковскими имениями, которые после его смерти перешли в род Милорадовичей.

- Стороженко, Андрей Владимирович (1857—?) — русский историк, археограф, славист, публицист.
- Стороженко, Николай Владимирович (1862—1942) — русский историк, публицист и педагог.
- Стороженко, Николай Ильич (1836—1906) — русский учёный, литературовед, шекспировед.

- Стороженко, Алексей Петрович (1805—1874) — украинский писатель.